# Charles Etienne Coquebert-Montbret
Charles Etienne Coquebert-Montbret (3 juli 1755 - Parijs, 9 april 1831) was een Frans consul. Coquebert-Montbret was tussen 1811 en 1813 directeur van de douane in de Nederlandse regering tijdens de Franse tijd.
- Bibliothèque nationale de France: cb12447869t (data)
- Biografisch Portaal: 91586863
- Gemeinsame Normdatei: 117600784
- International Standard Name Identifier: 0000 0000 5511 7266
- Library of Congress Control Number: no90017668
- Base Léonore: LH//586/42
- Nationale Bibliotheek van Tsjechië: jo2005273668
- Nationale Bibliotheek van Israël: 987007460068305171
- Nederlandse Thesaurus van Auteursnamen: 226380610
- Système universitaire de documentation: 033630283
- Virtual International Authority File: 66560917
- WorldCat: E39PBJf8yJJKdpPt6B78Vy9v73